# Ernée
Ernée är en kommun i departementet Mayenne i regionen Pays de la Loire i nordvästra Frankrike. Kommunen ligger i kantonen Ernée som tillhör arrondissementet Mayenne. År 2022 hade Ernée 5 511 invånare.

## Befolkningsutveckling
Antalet invånare i kommunen Ernée
| Referens: INSEE |

## Vänorter
- Glenfield (Storbritannien)
- Dorsten (Tyskland)